# Paula Helander
Paula Helander, född 1978 i Trelleborg, är en svensk skådespelerska och musiker.

## Biografi
Helander är utbildad på teaterlinjen på Fridhems folkhögskola och på Musikhögskolan i Malmö. Hon är mest känd för sin medverkan i Kompisbandet, en svensk youtubekanal med barnmusikvideos. Helander har arbetat på Kulturhuset Stadsteatern, Romeo & Julia Kören, Dramaten, Teater Kung och Drottning, Junibacken och Astrid Lindgrens värld.

## Filmografi
- 2006 – Sigillet[4]

## Diskografi
- 2019 - Movements
- 2020 - Beginning
- 2021 - Nostalgica (Live)
- 2023 - g minor music